# Stazione di Mestrino
La stazione di Mestrino è una fermata ferroviaria posta lungo la linea ferroviaria Milano-Venezia.
A servizio del comune di Mestrino, si trova in realtà a Ronchi di Campanile, frazione di Villafranca Padovana.

## Movimento
La stazione è servita da treni regionali svolti da Trenitalia nell'ambito del contratto di servizio stipulato con la Regione Veneto. In particolare, i treni che fermano partono da Verona Porta Nuova (occasionalmente da Brescia) oppure da Vicenza, e fermano in tutte le stazioni con destinazione finale Venezia Santa Lucia, o percorso inverso.
A Padova sono disponibili coincidenze con treni regionali delle linee Padova-Bassano e Padova-Bologna, con treni regionali veloci per Venezia Santa Lucia nonché con treni a lunga percorrenza per Firenze, Roma, Napoli e Bari e l'interscambio con mezzi del trasporto pubblico extraurbano gestito da Busitalia Veneto.
A Vicenza sono disponibili coincidenze con treni regionali delle linee Vicenza-Schio e Vicenza-Treviso, con treni regionali veloci per Verona Porta Nuova nonché con treni a lunga percorrenza per Milano e Torino e l'interscambio con mezzi del trasporto pubblico extraurbano gestito da SVT.

## Servizi
La stazione dispone di:
- Biglietteria automatica
- Parcheggio